# Huron (fiume)
L'Huron è un fiume lungo 130 miglia (210 km) nel sud-est del Michigan, che sorge dalla Huron Swamp a Springfield Township nel nord della contea di Oakland e sfocia nel lago Erie, poiché forma il confine tra le attuali contee di Wayne e Monroe. Tredici parchi, aree di gioco e aree ricreative si trovano nelle vicinanze del fiume, che attraversa le città di Dexter, Ann Arbor, Ypsilanti, Belleville, Flat Rock e Rockwood che si sono sviluppate lungo le sue sponde.
Il fiume Huron è un tipico corso d'acqua del sud-est del Michigan; banchi di fango, flusso lento e una bassa pendenza sono le caratteristiche di questo fiume. Attraversa le seguenti contee, in ordine dalle sorgenti alla foce: Oakland, Livingston, Washtenaw, Wayne e Monroe. Ci sono 24 principali affluenti per un totale di circa 370 miglia (600 km) oltre al fiume principale. Lo spartiacque del fiume Huron drena 908 miglia quadre (2 350 km²). È l'unico fiume naturale paesaggistico designato dallo stato nel sud-est del Michigan. Ciò include 27,5 miglia (44,3 km) della corrente principale, più altri 10,5 miglia (16,9 km) di tre affluenti.
Il fiume prende il nome dalla tribù di nativi americani degli Huron, che un tempo abitavano nell'area. Nelle lingue native, era chiamato cos-scut-e-nong sebee o Giwitatigweiasibi. Faceva parte di una rotta commerciale dei nativi americani.
Il fiume ha molte dighe, 19 sul flusso principale e almeno 96 nell'intero sistema. La maggior parte delle dighe sono alte solo pochi piedi, costruite per aumentare leggermente e mantenere i livelli dell'acqua nei laghi esistenti per fornire protezione dalla siccità e controllo delle inondazioni, un uso ora controverso dal punto di vista ambientale. Tuttavia, sono state costruite almeno una dozzina di dighe per mulini o energia idroelettrica e dietro di esse si sono formati nuovi grandi laghi. Alcuni di questi sulla corrente principale del fiume Huron sono Kent Lake, Barton Pond, Argo Pond, Ford Lake, Belleville Lake e Flat Rock Pond.
Il fiume Huron scorre attraverso numerosi parchi ed è frequentato dagli amanti della canoa a causa della corrente generalmente lenta con poche rapide o ostacoli minori, ad eccezione delle brevi rapide di Delhi che sono percorribili da canoisti esperti e kayakisti tranne durante l'acqua bassa.
Il fiume è inoltre meta per pescatori sportivi per via della presenza di alcune specie di pesci come il basso roccioso, il sunfish, il persico sole, il crappie nero, il basso bianco, il pesce persico, il persico trota, il luccio, il walleye, il pesce gatto, trote, Muskie, e sotto la diga di Belleville, il salmone argentato, il salmone reale e la trota iridea. I polloni e le carpe sono anche pesci comuni nel fiume.
Nel 2009, docenti e studenti dell'Università del Michigan hanno prodotto "Mapping the River", una presentazione multimediale che combina danza, poesia, musica e immagini proiettate che ha esplorato il ruolo degli Huron nelle comunità lungo di esso.